# Jazz Mama
Pour plus de détails, voir Fiche technique et Distribution.
Jazz Mama est un film congolais de Petna Ndaliko-Katondolo – cinéaste, chorégraphe, danseur et militant –, sorti en 2010.
Tourné dans les rues de Kinshasa avec le soutien de l’ambassade de France et de l’Organisation internationale de la francophonie (OIF), le film devait initialement porter un autre titre, Jaz(z) pour Mamba.
Le rôle-titre du film, à la fois documentaire et de fiction, est tenu par Ornella Mamba.

## Synopsis
Jazz Mama montre les femmes congolaises, courageuses et travailleuses malgré les vicissitudes et les aléas de la vie. Alors que la violence sexuelle reste un problème inquiétant, ces femmes sont souvent non pas des victimes, mais plutôt des piliers de la société.

## Fiche technique
- Réalisation : Petna Ndaliko-Katondolo[1]
- Production : Alkebu Film Productions
- Image : Petna Ndaliko
- Montage : Petna Ndaliko

## Récompenses
Jazz Mama a été présenté dans de nombreux festivals en Afrique, en Europe et en Amérique du Nord.
- 2011 : Le film fait partie de la sélection officielle du Global Wake Up Film Festival de Chicago.
- 2011 : Le film est nommé dans le cadre du Festival panafricain du film de Los Angeles, dans la catégorie « Meilleur documentaire »[6].